# 嶋均三
嶋 均三（しま きんぞう、5月1日 - ）は、栃木県内で活動しているローカルタレントであり、栃木県方言作家でもある。栃木県大田原市（旧黒羽町）出身。主に栃木県内のとちぎテレビやCRT栃木放送の番組に出演している。大田原ふるさと大使。

## 来歴・人物
- 栃木県大田原市(旧黒羽町)生まれ。
- 栃木県立馬頭高等学校卒業後[2]、農協（現：JA）に就職。数年後農協を退職。後に上京し立正大学に進学。立正大学卒業後、郵便局に再就職。郵便局で働きながら國學院大學二部に再度進学。数年後郵便局を退職。
- その後、栃木県を中心に栃木弁を活かしたローカルタレントとして活動している。
- とちぎテレビで放送中の『雷様剣士ダイジ』(栃木弁を話すローカルヒーロー)では、栃木弁監修をした。
- 趣味は温泉・日本酒・盆栽である。

## 出演番組

### 現在の出演番組
- ど～も、嶋均三です（2016年10月～CRT栃木放送）毎週木曜日9時00分 - 12時30分

### 過去の出演番組
- とちぎ発!旅好き!（2008年4月～2019年3月とちぎテレビ）
- シモツカル（CRT栃木放送）火曜パートナー
- U字工事のShake-Hands!(とちぎテレビ、ナレーター）
- U字工事の産地直送!ふれあいマーケット(とちぎテレビ、ナレーター）